# Morjesjön
Morjesjön är en sjö i Bollebygds kommun i Västergötland och ingår i Göta älvs huvudavrinningsområde. Sjön är 7,5 meter djup, har en yta på 0,038 kvadratkilometer och befinner sig 122 meter över havet.